# Paulillgia polycarpae
Paulillgia polycarpae is een eenoogkreeftjessoort uit de familie van de Botryllophilidae. De wetenschappelijke naam van de soort is voor het eerst geldig gepubliceerd in 1982 door Monniot.